# Otto Garhofer
Otto Garhofer (* 20. Juni 1942) ist ein ehemaliger deutscher Fußballspieler.

## Karriere
Otto Garhofer spielte Fußball im schwäbischen Amateurbereich beim Leonberger Stadtteilklub TSV Höfingen und wechselte 1964 zu den Stuttgarter Kickers, die in der zweitklassigen Regionalliga Süd spielten. Der Offensivspieler debütierte am 9. August 1964 bei einem 2:0-Heimerfolg gegen den Freiburger FC in der Regionalliga. Kickers-Trainer Hans Eberle hatte Garhofer im Sturmzentrum antreten lassen. Am sechsten Rundenspieltag, den 2. September, trafen die Kickers auf den späteren überlegenen Meister und Bundesligaaufsteiger FC Bayern München. Die Münchner gewannen das Heimspiel mit 2:0 und Garhofer und Kollegen lernten dabei die Klasse von Sepp Maier, Adolf Kunstwadl, Peter Kupferschmidt, Werner Olk, Karl-Heinz Borutta, Rudolf Nafziger, Franz Beckenbauer und Rainer Ohlhauser kennen. Im Heimspiel gegen die Bayern, das mit 1:6 verloren wurde, war Garhofer nicht aufgelaufen. Am Rundenende hatte der Neuzugang aus Höfingen an der Seite von Mitspielern wie Herbert Dienelt, Dieter Schurr, Rolf Steeb, Helmut Fürther, Horst Haug und Pál Csernai in 18 Ligaeinsätzen vier Tore erzielt und die Kickers den 7. Platz belegt.
Die besten Platzierungen erlebte Garhofer in den Jahren 1967 bis 1969, als die Kickers unter Trainer Georg Wurzer jeweils den 4. Rang belegen konnten. In der Saison 1970/71 kam er lediglich noch zu sechs Einsätzen und beendete nach insgesamt 94 Spielen und erzielten 22 Toren seine siebenjährige Zeit bei den Stuttgarter Kickers. Anschließend ging der Stürmer wieder in das Amateurlager zurück und wechselte zum TSV Schwieberdingen.